# Storie di santa Caterina
Le Storie di santa Caterina d'Alessandria sono un ciclo di teleri di Tintoretto, databile al 1585 ed esposto al Palazzo Patriarcale a Venezia. 
Il Tintoretto decise di narrare in sei episodi la vita della santa e, vista l'enorme mole di lavoro, si fece aiutare in alcune tele dalla sua bottega e dai figli: Domenico e Marietta.
L'opera era originariamente posta nella  Chiesa di Santa Caterina, sulle pareti del presbiterio, al centro del quale era invece posta la pala del Veronese "Nozze di Santa Caterina".

## Descrizione
Nella prima tela si vede la giovane Caterina stupire l'Imperatore Massenzio argomentando il suo rifiuto di compiere sacrifici agli idoli. 
Nella seconda tela la santa discute con cinquanta dottori, con citazioni di Platone. La sua saggezza è suggerita dall'indice puntato verso l'alto.  
Nelle tre successive tele viene raffigurato il coraggio della santa nell'affrontare le torture, l'arrivo delle consolazioni celesti, e la prova della ruota, che venne infranta. 
La sesta tela vede la collaborazione fra Jacopo Tintoretto e il figlio Domenico. 
Qui sicuramente il Tintoretto non seguì le indicazioni dei committenti, le monache agostiniane di cui era la Chiesa di Santa Caterina, non volendo illustrare le carni straziate della santa. Non volle neppure illustrare la sua decapitazione, limitandosi a mostrare la spada del boia. Caterina si innalza al cielo con lo sguardo basso, come a pregare per i suoi torturatori.
Fu il doge Pietro Gradenigo, nel 1307, a decretare che per la Festa dei Dotti il doge e la Signoria visitassero la Chiesa di Santa Caterina nel giorno a lei dedicato, il 25 novembre (dì della morte della santa, nell'anno 305). 
Santa Caterina d'Alessandria è la patrona dei colti e dei sapienti.
Nel Palazzo Patriarcale il ciclo si trova in una sala dedicata all'autore delle opere.
Con esso si può ammirare anche la tela di Palma il Giovane "La madre di Santa Caterina consulta i saggi per le nozze della figlia", opera anch'essa proveniente dalla Chiesa di Santa Caterina.